# Фламин (лекарство)
Фламин — желчегонное лекарственное средство, изготавливается на основе экстракта цветков бессмертника песчаного (лат. Helichrýsum arenárium), оказывает холекинетическое, холеретическое, спазмолитическое, антибактериальное, противовоспалительное и ранозаживляющее действие на билиарную систему человека.

## Форма выпуска
Различается две формы препарата: взрослая и детская. Фламин в дозировке для взрослых выпускается в виде круглых таблеток светло-желтого, серо-желтого или коричневого цвета с небольшим количеством вкраплений.
Фламин для детей выпускается в форме светло-желтого или серовато-желтого цвета гранул неправильной формы. Из гранул готовится суспензия для перорального применения.
Обе формы препарата имеют слабый специфический запах, присущий сухой траве бессмертника песчаного.

## Состав
Препарат относится к желчегонным средствам растительного происхождения. В составе гранул находится активный компонент — экстракт цветков бессмертника песчаного, который содержит богатый набор флавоноидов (салипурпозид, нарингенин, апигенин, кемпферол и их гликозиды), горькие и дубильные вещества, тритерпеновые сапонины, фитостерол ситостерин, эфирное масло, органические кислоты (в том числе, аскорбиновая), каротиноиды, полисахариды, витамин К и халкон изосалипурпозид.
Для формирования таблеток используются вспомогательные вещества:
- Молочный сахар (лактозы моногидрат);
- Кукурузный крахмал;
- Магния карбонат основной (магния гидроксикарбонат);
- Кальция стеарат.

Для формирования гранул используются вспомогательные вещества:
- Пектин;
- Моногидрат лимонной кислоты;
- Сорбиновая кислота;
- Сахароза.

## Фармакологическое действие
Желчегонный и иные действия препарата основаны на сумме активных веществ, содержащихся в экстракте цветков бессмертника песчаного.
Флавоноиды усиливают секрецию жёлчи, а также желудочного и панкреатического соков (стимулируют внешнесекреторную деятельность поджелудочной железы), необходимых при пищеварении. Они повышают тонус жёлчного пузыря, благодаря чему увеличивается отток жёлчи, а также действуют как спазмолитик на гладкую мускулатуру сфинктеров жёлчных протоков и пузыря. Одновременно эти вещества замедляют перистальтику кишечника, что способствует лучшему перевариванию и усвоению пищи.
Суммарное воздействие меняет вязкость и химический состав жёлчи, повышает холатохолестериновый коэффициент (то есть увеличивает содержание в ней билирубина и выделения вместе с ней холестерина). Помимо того, флавоноиды обладают способностью к расширению сосудов. В данном случае — кишечника и других органов пищеварительной системы.
Антибактериальное действие препарата направлено против грамположительных бактерий — стрептококков и стафилококков, палочковых бактерий. Противопаразитарное действие экстракта бессмертника песчаного связывают с наличием в нём смоляных(дитерпеновых) кислот.

## Показания к применению
Фламин используется в комплексе с иными терапевтическими средствами или одиночно, применяется при наличии заболеваний:
- Гепатит[3];
- Хронический гепатохолецистит;
- Холецистит;
- Дискинезия желчевыводящих путей[4];
- Лямблиоз;
- Язвенный колит[5].

Фламин для детей показан к применению младенцам с первого месяца жизни. Взрослая форма препарата назначается пациентам с 12 лет.

## Противопоказания
Противопоказания делятся на абсолютные и относительные.
Абсолютными противопоказаниями являются:
- Обтурационная желтуха;
- Недостаточность сахарозы/изомальтазы;
- Врождённая непереносимость фруктозы;
- Глюкозо-галактозная мальабсорбция;
- Повышенная чувствительность к компонентам (препарат малотоксичный, поэтому аллергические реакции встречаются крайне редко);
- Младенческий возраст до 1 месяца.

Относительными противопоказания являются:
- Сахарный диабет;
- Диета с пониженным содержанием углеводов;
- Артериальная гипертензия;
- Желчнокаменная болезнь;
- Беременность и лактация.

## Способ применения и дозировка
Таблетки Фламин принимают перорально по 1 таблетке 3 раза в сутки за полчаса до еды, запивая большим количеством воды.
Фламин для детей нужно принимать в виде суспензии. Для приготовления суспензии следует развести необходимое количество гранул в 20-50 мл кипяченой воды комнатной температуры.
Дозировка назначается в зависимости от возраста ребёнка:
1 месяц — 12 месяцев: 1 пакет в сутки;
12 месяцев — 36 месяцев: 2 пакета в сутки;
4 — 5 лет: 3 пакета в сутки;
5 — 12 лет: 4 пакета в сутки.
Прием препарата курсовой, по 3 раза в сутки за полчаса до приема пищи. Минимальный курс лечения составляет 10 суток. Длительность лечения не должна превышать 40 суток.

## Взаимодействие с иными препаратами
Флавоноиды в составе повышают противопаразитарную активность некоторых лекарственных средств: метронидазола (трихопол) и аминохинола при лечении лямблиоза.

## Побочные эффекты
- Аллергические реакции (изменение окраски кожных покровов, сыпь, повышение температуры тела, тошнота и другие диспепсические реакции);
- Повышение артериального давления при наличии артериальной гипертензии.

При появлении перечисленных симптомов следует прекратить прием препарата и провести симптоматическое лечение.
Длительный прием препарата может вызвать застойные явления в печени.

## Срок хранения
Срок хранения приготовленной суспензии в условиях температуры не выше +7°С не должен превышать 10 суток. Общий срок годности препарата составляет 2 года. Хранение должно осуществляться в защищенном от света месте при температуре не выше +25°С.